# Карвальо, Андрес Эктор
Андрес Эктор Карвальо Акоста (исп. Andrés Héctor Carvallo Acosta, 8 ноября 1862 — 16 августа 1934) — парагвайский государственный деятель, президент Парагвая (1902).

## Биография
Родился в 1862 году в Асунсьоне, его отцом был выходец из Чили Эметерио Карвальо. В возрасте 27 лет был избран в парламент, где проявил себя выдающимся оратором. Когда в 1898 году президентом страны был избран Эмилио Асеваль, то Андрес Карвальо стал при нём вице-президентом.
9 января 1902 года президент Асеваль был смещён со своего поста военными, и до очередных выборов пост президента был передан вице-президенту Карвальо. Во время его недолгого пребывания у власти были основаны постоянные представительства Парагвая в республиках Тихоокеанского побережья (Чили, Боливии и Перу) и США, а также выпущены в обращение никелевые монеты.